# Anko Itosu
Anko Itosu (糸洲 安恒, Okinawaans: Ankō Ichiji, Japans: Yasutsune Itosu, 1831 – 1915) wordt door velen beschouwd als de vader van het moderne karate, alhoewel deze titel ook gegeven wordt aan Gichin Funakoshi, zijn student.
Itosu heette in werkelijkheid Anko Ichiji, maar hij is het meest bekend geworden onder de naam Anko Itosu. Deze naam is een samenvoeging van zijn Okinawaanse voornaam Anko en zijn Japanse achternaam Itosu.

## Biografie

### Vroege jaren
Itosu werd geboren op het eiland Okinawa in 1831. Itosu familie behoorde tot de adel en zijn vader was een lid van de Shizoku, een soort Okinawaanse samoerai. Als kind was Itosu klein in gestalte, verlegen, en introvert. Hij kreeg een strikte opvoeding in het huis van de keimochi (een familie van hoge positie), en werd onderwezen in de Chinese klassieken en kalligrafie.

### Karatetraining
In Itosu's tijd werd karate "tode" genoemd. Het trainen van tode was verboden door de Japanse overheid en daarom beoefende men het in het geheim. Itosu kreeg van zijn vader karatetraining op reeds 7-jarige leeftijd. Tijdens de training bond Itosu's vader hem met een karateband vast aan een paal, zodanig dat Itosu slechts een halve meter speelruimte had. Hierna viel zijn vader hem met een stok aan, waarop Itosu zich moest verdedigen. Zijn vaders aanvallen waren wreed, omdat zijn vader hem zo wilde laten wennen aan de harde realiteit van een echt gevecht. Deze stokgevechten zouden later zijn weerslag vinden in de door Itosu bedachte kata's. Itosu's kata's bevatten technieken tegen stokaanvallen (kata's Kusanku Sho en Passai Sho).
In 1846 bracht Itosu's vader hem naar meester Sokon Matsumura, waar hij op 16-jarige leeftijd begon met karatetraining. Hier werd Itosu goed bevriend met Anko Asato, die een inwonende leerling was van Sokon Matsumura. Itosu's vriendschap met Asato zou een heel leven lang duren. Itosu trainde 8 jaar lang onder Sokon Matsumura. Itosu behoorde niet tot de favoriete leerlingen van Sokon Matsumura. Tijdens de training klaagde Sokon Matsumura vaak over Itosu's traagheid. Daarom verwisselde Itosu van karateleraar en zette hij zijn training voort onder meester Nagahama (soms ook gespeld Nakahara). Later studeerde hij ook nog onder meester Shiroma (Gusukuma) van Tomari.
Een deel van Itosu's training was het oefenen op de makiwara. Eens bond hij een leren sandaal vast aan een stenen muur in een poging om een betere makiwara te maken. Na enkele slagen, vielen er al stenen van de muur. Na de sandalen een paar keer verplaatst te hebben, had Itosu de muur geheel vernield.

### Karateleraar
Met behulp van de connecties van zijn vriend Asato, vond Itosu een baan als secretaris van koning Sho Tai van het Koninkrijk Riukiu. Itosu diende 30 jaar lang in deze functie, totdat in 1879 Japan de plaatselijke monarchie van Okinawa ontbond en Okinawa volledig annexeerde. Hierdoor verloor Itosu zijn baan en moest een andere manier vinden om zich in onderhoud te voorzien. Hij begon daarom met het lesgeven in karate. 
Door de toevoeging aan Japan werden de bewoners van Okinawa militair dienstplichtig aan Japan. Rond het jaar 1900 viel het een Japanse militaire keuringsarts op, dat sommige Okinawanen over een sterke fysiek en uitstekende conditie beschikten. Nadere onderzoeking door de arts toonde aan dat hun training in karate hier verantwoordelijk voor was. Deze arts deed toen een aanbeveling bij het Japanse ministerie van Onderwijs om het karate onderdeel te maken van het onderwijs op scholen. Met deze aanbeveling werd toen niets gedaan bij het Japanse ministerie.
Itosu, die op de hoogte was van de ontwikkelingen, zag wel wat in het plan om het karate te introduceren op scholen in Okinawa. Om er meer vaart in te zetten, liet hij in 1901 zijn leerlingen het karate demonstreren tegenover Shintaro Ozawa, de inspecteur van onderwijs van de prefectuur Kagoshima. Shintaro Ozawa raakte zeer onder de indruk van deze demonstratie en deed toen een aanbeveling bij het Japanse ministerie van Onderwijs. Ditmaal werd de aanbeveling wel geaccepteerd en in april 1901 begon meester Itosu voor het eerst karateles te geven op scholen. Met uitzondering van meester Itosu, was deze ontwikkeling eerst zeer tegen de zin van oude karate meesters van Okinawa, die vonden dat karate geheim moest blijven. Het leidde echter wel tot de legalisatie van het karate in Okinawa. Het duurde niet lang voordat andere karateleraren ook openlijk les begonnen te geven. Gaandeweg transformeerde het karate van een verboden geheime vechtkunst naar een publieke populaire vechtkunst.
Het was bij de karatelessen op scholen, dat Itosu een systematische manier ontwikkelde van het onderwijzen van karate technieken, die door hedendaagse karatestijlen nog steeds zo beoefend worden. Omdat hij les gaf aan kinderen, verwijderde hij de meer gevaarlijkere technieken van karate uit zijn lessen. Hij creëerde en introduceerde de Pinan kata's (Heian in het Japans) als leermiddel voor schoolkinderen, omdat hij vond dat de oude kata's te ingewikkeld waren voor kinderen om te leren. De vijf Pinan kata's werden ontwikkeld vanuit oudere kata's zoals Channan Sho, Channan Ni, Kusanku, Passai, Jion en Chinto. Itosu deelde de lange kata Naihanchi (Tekki in het Japans) op in drie stukken. Deze drie stukken werden de kata's Naihanchi Shodan, Naihanchi Nidan en Naihanchi Sandan. Hetzelfde deed hij met de kata Rohai, van waaruit Rohai Shodan, Rohai Nidan en Rohai Sandan werden ontwikkeld. Ook ontwierp Itosu nieuwe kata´s zoals Kusanku Sho en Passai Sho. Hij perfectioneerde de Chinese spiraalvormige stoot in het karate tot zijn huidige vorm.
De kata Naihanchi was de favoriete kata van Itosu. Hij beoefende deze zo vaak, dat hij de bijnaam "ijzeren ruiter" toebedeeld kreeg naar een stand in deze kata. Deze stand lijkt alsof men op een paard zit. Verteld wordt dat hij soms zelfs liep in deze stand. Itosu werd bekend om zijn grote kracht in armen, benen en grepen. Hij won bij het armworstelen met gemak van Asato. Itosu was in staat om een dikke stengel van bamboe met zijn handen te verbrijzelen. Itosu meende dat men bij een gevecht niet zo beweeglijk hoefde te zijn en dat men zijn lichaam moest trainen om klappen te weerstaan. Itosu beschikte over een krachtige stoot. Elke dag wanneer hij langs de keizerlijke graven liep, zou hij zijn stoten beoefenen op de stenen muren langs de weg. Volgens Itosu's leerling Chosin Chibana zou Sokon Matsumura eens tegen Itosu hebben gezegd: "Met jouw sterke stoot kan je iemand zo neerslaan, maar mij kan je daarmee niet eens raken."
Itosu's karatestijl werd algemeen bekend als Shuri-te, omdat hij in de stad Shuri lesgaf. Soms werd zijn karatestijl ook Itosu-ryu genoemd. Hij onderwees veel leerlingen, waarvan enkele leerlingen later hun eigen karatestijl zouden ontwikkelden. Zijn meest bekende leerlingen zijn Choyu Motobu (1857–1927), Choki Motobu (1870–1944), Kentsu Yabu (1866–1937), Chomo Hanashiro (1869–1945), Gichin Funakoshi (1868–1957), Moden Yabiku (1880–1941), Kanken Toyama (1888–1966), Chotoku Kyan (1870–1945), Shinpan Shiroma (Gusukuma) (1890–1954), Anbun Tokuda (1886–1945), Kenwa Mabuni (1887–1952), and Choshin Chibana (1885–1969).

### Gevechten
Hoewel Itosu van mening was dat je je niet zomaar tot een gevecht moet laten leiden, is hij in zijn leven betrokken geweest bij enkele gevechten. Er bestaan verschillende anekdotes over die gevechten.
In 1856 hoorde hij een gesprek af van twee mannen, die opschepten dat een zekere Tomoyose van de stad Naha, elke vechter van de stad Shuri zou kunnen verslaan. De destijds jonge Itosu besloot daarop Tomoyose uit te dagen. Zoals de traditie het wil, deed hij deze uitdaging door zijn vuist en arm op een grote steen te plaatsen, die zich op een veld net buiten Naha bevond. De vuist op deze steen leggen, betekende de stad Naha tot een gevecht uitdagen, waarna spoedig iemand de uitdaging zou aannemen om de eer van de stad te verdedigen. Nadat Itosu eerst met andere vechters uit Naha gevochten had en deze overwonnen had, kwam het tot een treffen met Tomoyose. Hij won dit gevecht door met een karateslag (shuto) de arm van Tomoyose te breken.
In 1905 toen Itosu 75 jaar oud was, werd de politiecommissaris van Okinawa door de Japanse overheid vervangen door een Japanner, die vroeger politiehoofd was van Kagashima in Japan. Deze nieuwe man had een vierde of vijfde graads zwarte band in judo. Toen de man zag dat karate werd onderwezen op Okinawaanse scholen, was hij hier niet onder de indruk van. Hij beval dat judo in plaats van karate zou moeten worden onderwezen. De Okinawanen protesteerden hier tegen en probeerden hem de voordelen van karate uit te leggen, maar de man was onvermurwbaar. Daarop daagde de man hoofdleraar Itosu uit tot een gevecht, omdat de man vond dat karate zich eerst eens maar moest bewijzen. Toen Itosu van de uitdaging hoorde, accepteerde hij deze uiteindelijk met tegenzin. Het gevecht tussen Itosu en de judo man duurde niet lang. Itosu wist hem snel knock-out te slaan. Omdat Itosu het gevecht gewonnen had, mocht karate op Okinawaanse scholen onderwezen blijven worden.

### Laatste jaren
In 1908 schreef Itosu de "Tode Jukun" (tien voorschriften van Tode). Hij stuurde deze op naar het Japanse ministerie van Onderwijs en het ministerie van Oorlog, om hen te stimuleren om het karate ook in Japan te laten introduceren. De Tode Jukun was in een militaristische stijl geschreven, om zo in te kunnen haken op de militaristische mentaliteit, die toen in Japan gemeengoed was. Itosu stierf in 1915, voordat hij zijn plan ten uitvoer kon brengen. Na zijn dood werd het karate geïntroduceerd in Japan door zijn leerlingen Gichin Funakoshi, Kenwa Mabuni en anderen.

## Tode Jukun (Tien Voorschriften van Karate)

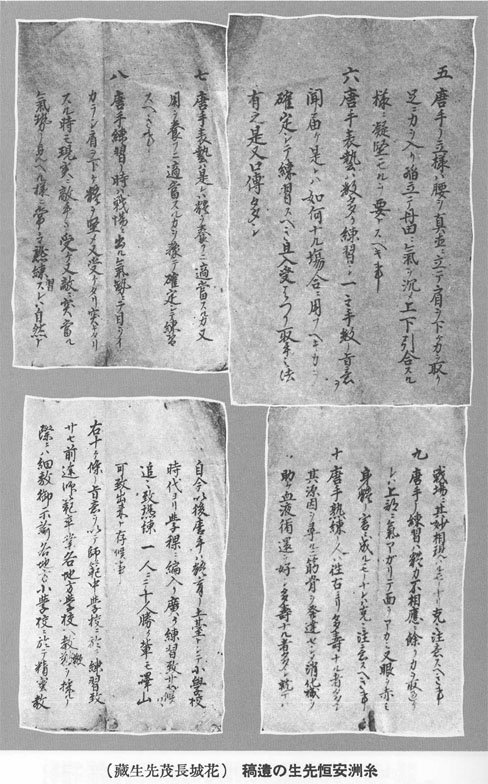
Tien Voorschriften van Karate

Karate ontwikkelde zich niet van het Boeddhisme of het Confucianisme. In het verleden werden de Shorin-ryu school en de Shorei-ryu school van China naar Okinawa gebracht. Beide scholen hebben sterke punten, welke ik nu wil opnoemen voordat er te veel veranderingen eraan optreden:
1. Karate wordt niet alleen beoefend voor het eigen nut; het kan gebruikt worden om de eigen familie of meester te beschermen. Het is niet bedoeld om het te gebruiken tegen elke aanvaller, maar daarentegen als een manier om een gevecht te vermijden, zou men geconfronteerd worden door een bandiet of schurk.
2. Het doel van karate is om de spieren en botten hard als steen te maken en om de handen en benen als speren te gebruiken. Wanneer kinderen Tang Te (karate) beginnen te trainen tijdens de elementaire school, dan zullen ze goed geschikt zijn voor militaire de dienst. Herinner hierbij de woorden van Duke of Wellington nadat hij Napoleon had verslagen: "De Slag bij Waterloo werd gewonnen op de speelvelden van Eton."
3. Karate kan niet snel geleerd worden. Net als een langzaam bewegende stier, reist het uiteindelijk een duizend mijl. Als men elke dag goed traint, dan zal men in drie of vier jaren karate komen te begrijpen. Diegenen die op deze manier trainen zullen karate echt komen te ontdekken.
4. In karate, zijn training van de handen en voeten belangrijk, daarom moet men grondig trainen op de makiwara. Om dit te kunnen doen moet men, de schouders laten zakken, de longen openen, zijn kracht bijeenrapen, de vloer vastgrijpen met de voeten, en de energie laten zinken in de onderbuik. Oefen elke arm 100-200 keer per dag.
5. Wanneer men de standen van Tang Te (karate) beoefent, let erop om je rug recht te houden, je schouders te laten zakken, kracht in je benen te stoppen, stevig te staan, en je energie in je onderbuik te laten zakken.
6. Oefen herhalend elk van de technieken van karate, waarvan de toepassing mondeling is overgeleverd. Leer de uitleg goed, en beslis wanneer en op welke manier ze toe te passen wanneer nodig. Wanneer je aangevallen wordt, kom dan in, counter en bevrijd. Dat is de regel van bevrijdende hand (torite).
7. Je moet zelf beslissen of karate voor je gezondheid is of voor je zelfverdediging is.
8. Wanneer je traint, train dan alsof je op een veldslag bent. Je ogen moeten glanzen, je schouders moeten zakken, en je lichaam moet verharden. Je moet altijd met intensiteit en de juiste mentaliteit trainen, dan zul je van nature altijd gereed zijn.
9. Men moet niet overtrainen; hiermee zal je energie in je onderbuik verliezen en dit zal schadelijk voor je lichaam zijn. Je gezicht en ogen zullen rood worden. Train bedachtzaam.
10. In het verleden hebben meesters door karate beoefening lange levens geleid. Karate helpt in de ontwikkeling van botten en spieren. Het helpt ook bij het verteerstelsel en de bloedcirculatie. Wanneer karate geïntroduceerd wordt vanaf het begin van de basisschool, dan zullen we vele mannen produceren die elk in staat zijn om tien aanvallers te overwinnen. Ik geloof verder dat dit gedaan kan worden door alle studenten van de Okinawaanse lerarenopleiding het karate te laten beoefenen. Op deze wijze, na graduatie, kunnen zij les geven aan de basisschool waar zij onderwezen werden. Ik geloof dat dit van groot waarde voor onze natie en ons leger zal zijn. Het is mijn hoop, dat u serieus mijn suggestie zult overwegen.

Anko Itosu, oktober 1908